# Demonstrațiile din Georgia din 1978
Demonstrațiile din 14 aprilie 1978 din Tbilisi, capitala RSS Gruzine, au fost o reacție la tentativa guvernului sovietic de a schimba statutul constituțional al limbii georgiene autohtone. După adoptarea unei noi constituții în octombrie 1977, Sovietul Suprem al RSS Gruzine a propus o nouă constituție a republicii prin care, spre deosebire de cea din 1936, georgiana nu mai era declarată limbă de stat. Au urmat mai multe acțiuni de protest, iar liderul comunist Eduard Șevardnadze a negociat cu autoritățile centrale de la Moscova și a reușit să obțină permisiunea de a păstra statutul limbii georgiene.
Această concesie neobișnuită acordată unor acțiuni de opoziție față de politica de stat a Uniunii Sovietice a dus la reducerea agitației din Tbilisi, dar a declanșat tensiuni în RSSA Abhază, o republică autonomă din nord-vestul Georgiei, în care elita comunistă abhază a protestat împotriva a ceea ce considera a fi o capitulare în fața naționalismului georgian, cerând transferarea autonomiei sale la RSFS Rusă. Cererea a fost respinsă, dar și abhazilor li s-au făcut o serie de concesii politice, culturale și economice. Începând cu 1990, 14 aprilie este sărbătorită în Georgia ca Ziua Limbii Georgiene.

## Contextul
Sfârșitul anilor 1970 a fost marcat de o reapariție a unei mișcări naționale georgiene, care cerea revitalizarea culturii naționale georgiene și, în forma sa cea mai radicală, râvnea fără compromis independența Georgiei față de Uniunea Sovietică, constituind astfel un caz rar de mișcare disidentă din cadrul URSS la acea vreme. Deși intelectualitatea georgiană de opoziție cerea evitarea conflictului cu minoritățile naționale din republică, deoarece aceste conflicte ar fi împiedicat lupta pentru independență, și a stabilit legături cu disidenții ruși din acea perioadă, printre care se număra Andrei Saharov, mișcarea avea un puternic caracter antirusesc și a dus la alarmarea unor minorități, în special în Abhazia, unde existau tensiuni interetnice persistente între comunitățile georgiană și abhază. La începutul lui 1977, KGB a reușit să suprime grupările disidente din RSFS Rusă și și-a îndreptat atenția spre Georgia, arestându-i în aprilie pe liderii ireconciliabili ai opoziției georgiene Merab Kostava și Zviad Gamsakhurdia. Aceste măsuri nu au oprit, însă, mișcarea națională. Disidenți tineri, cum ar fi Tamar Chkheidze, Avtandil Imnadze, și apoi Giorgi Chanturia și Irakli Tsereteli, au căpătat influență și au protestat în favoarea liderilor arestați; s-au înființat și mai multe publicații clandestine (Samizdat). În această perioadă, Georgia deținea locul întâi între republicile sovietice la nivelul de educație superioară raportat la populație, iar numărul crescând de studenți, mai ales al celor originari din zonele rurale nelegați de Partidul Comunist și de nomenclatură, formau o pătură în care se răspândeau ușor sentimente antisovietice.

## Statutul limbii
Cele trei republici transcaucaziene ale URSS — RSS Gruzină, RSS Armeană și RSS Azerbaidjană — erau singurele republici unionale în care limbile unor „naționalități titulare”, în acest caz cea georgiană, se bucurau de statutul de limbă oficială. La începutul lui 1978, s-a ridicat problema adoptării de noi constituții ale republicilor, pe baza Constituției sovietice din 1977 și autoritățile sovietice au încercat să îndepărteze anomalia celor trei republici transcaucaziene, instituind limba rusă ca limbă oficială. Această mișcare a fost foarte nepopulară în toate cele trei republici, dar în Georgia chestiunea era deosebit de sensibilă și era previzibilă o reacție violentă după scandalul cauzat cu coi ani în urmă, în aprilie 1976, de un ordin prin care se cerea ca anumite cursuri la universitățile locale să se țină în rusă. Deși situația din Azerbaidjan rămânea liniștită, în RSS Gruzină (și, puțin, și în RSS Armeană) evenimentele au evoluat într-o manieră neașteptat de dramatică.

## Protestele
În toată Georgia au izbucnit demonstrații, ajungând la un punct culminant în Tbilisi la 14 aprilie 1978, ziua în care Sovietul Suprem al RSS Gruzine s-a întrunit pentru a ratifica noua lege. Circa 20.000 de oameni, în principal studenți, au ieșit în stradă. Mai mulți intelectuali, inclusiv respectatul lingvist octogenar Akaki Shanidze, au scris petiții împotriva modificării articolului 75 (privind statutul de limbă oficială al georgienei), și pe străzi au apărut manifeste prin se cerea rezistență la nivel național. Demonstranții au mers la sediul guvernului din centrul Tbilisiului. Milițienii au reușit să blocheze parțial marșul, dar circa 5.000 de oameni au ajuns, totuși, la sediul guvernului, care a fost rapid înconjurat de armata sovietică. Restul protestatarilor s-au adurat la Universitatea de Stat Tbilisi. Cum situația amenința să devină periculoasă și se zvonea că vor veni și mai multe trupe sovietice, Eduard Șevardnadze, prim secretar al Comitetului Central al Partidului Comunist Georgian, s-a adresat demonstranților și le-a amintit de studenții demonstranți împușcați de armata sovietică în Tbilisi la 9 martie 1956. Deși a fost huiduit când a încercat să se adreseze mulțimii, Șevardnadze a reacționat rapid. A contactat imediat Moscova și a cerut permisiunea de a lăsa articolul 75 neschimbat. În vreme ce Kremlinul studia problema, Șevardnadze a ieșit și le-a vorbit demonstranților, explicând situația și declarându-se de partea lor. În cele din urmă, guvernul—cedând presiunilor populare—a hotărât să nu modifice clauza contestată. Demonstranții au început să se retragă doar după ce Șevardnadze a anunțat decizia finală și a recitit articolul care afirma statutul limbii georgiene ca limbă oficială în RSS Gruzină.

## Urmări
Ca urmare a acestei concesii fără precedent în fața opiniei publice, autoritățile sovietice, alarmate de mișcările de masă din Georgia, au abandonat amendamente similare la constituțiile Armeniei și Azerbaidjanului și au declarat armeana și azera limbi oficiale la nivel republican, fără să aștepte izbucnirea de manifestații similare în vreuna din cele două republici.
Problema limbii în republicile transcaucaziene a scos în evidență sensibilitatea problemei naționalității în regiune. Răspândirea mișcării naționale în Georgia a condus la tensiuni și în rândul minorităților, în deosebi în rândul abhazilor, care au interpretat concesia autorităților sovietice ca pe o retragere din fața naționalismului georgian și a considerat că este o ocazie de a se separa de Georgia. În mai 1978, mai multe mii de naționaliști abhazi s-au adunat în satul Likhni pentru a susține 130 de comuniști abhazi care semnaseră o scrisoare adresată Moscovei, prin care se cerea ca RSSA Abhază să fie transferată de la Georgia la RSFS Rusă. Kremlinul l-a trimis pe I.V. Kapitonov, secretar al Comitetului Central al PCUS, la Sukhumi și a pus în funcție în Abhazia un nou lider de partid, Boris Adleiba. Kapitonov a declarat că nu se poate permite secesiunea, dar guvernul a recunoscut gravitatea problemei abhaze și a decretat un costisitor plan de „dezvoltare a economiei și culturii RSSA Abhaze”. Circa 500 de milioane de ruble au fost alocate în șapte ani investițiilor în economie, cum ar fi un program de construcție de drumuri în Abhazia (unde infrastructura era deosebit de slab dezvoltată), și înființarea unei Universități de Stat Abhaze (cu secțiuni în trei limbi—abhază, rusă și georgiană), un ansamblu de dansuri populare la Sukhumi, și programe de televiziune în limba abhază. S-ai înființat cote etnice pentru unele posturi birocratice, ceea ce le-a dat abhazilor putere politică disproporționată în raport cu statutul lor minoritar în republica autonomă.
Atât limba georgiană cât și problemele din Abhazia au rămas la ordinea de zi în anii ce au urmat. Georgienii din Abhazia au protestat împotriva discriminării lor de către nomenclatura Partidului Comunist Abhaz și au cerut acces egal la structurile autonome. Mai mulți intelectuali georgieni i-au scris lui Șevardnadze și liderului sovietic Leonid Brejnev pe această chestiune. În 1981, au avut loc cel puțin cinci demonstrații de masă în Georgia, în care s-a ridicat chestiunea abhază pe lângă alte probleme legate de apărarea limbii, istoriei și culturii georgiene. Protestatarii au cerut și eliberarea lui Avtandil Imnadze, singura persoană arestată în legătură cu evenimentele din 14 aprilie 1978, pentru că a filmat demonstrațiile studențești din Tbilisi. Deși Șevardnadze a reușit să satisfacă opinia publică fără a fi sancționat la centru, probabil din cauza succesului politicii sale economice din Georgia, el tot a încercat să neutralizeze mișcarea disidentă pentru a-și păstra reputația de lider comunist loial și de succes. Sub presiunea crescândă a autorităților, mișcarea națională a suferit o pierdere în aprilie 1979, când proeminentul disident georgian, Zviad Gamsakhurdia, a fost grațiat după ce și-a repudiat opiniile, recunoscând pe postul național de televiziune că a făcut „greșeli de judecată”. Ca asociat apropiat al lui Gamsakhurdia, Merab Kostava, a refuzat să se predea, și a rămas lider al mișcării disidente până când a fost eliberat în 1987 și a murit în condiții misterioase într-un accident rutier în 1989. Printre măsurile antinaționaliste s-a numărat și demiterea lui Akaki Bakradze, un profesor popular care preda un curs de literatură georgiană la Universitatea din Tbilisi, cunoscut pentru sentimentele sale antisovietice.
Din 1990, ziua de 14 aprilie este sărbătorită ca „ziua limbii georgiene”. Deși nu este sărbătoare națională oficială, în această zi se comemorează evenimentele din 1978 și se evaluează progresele culturale ale națiunii.